# 馬克·蒙迪欧
馬克·蒙迪欧（英語：Mark Monero，1968年—）是一位英格蘭電視演員，因在英国广播公司肥皂剧《东区人》中扮演Steve Elliot 而出名。